# Zidane: A 21st Century Portrait
Zidane: A 21st Century Portrait OST è un album dei Mogwai.

## Il disco
Si tratta della colonna sonora di un film-documentario, firmato dai registi Douglas Gordon e Philippe Parreno e dal cineasta Darius Khondji, dedicato al calciatore francese Zinédine Zidane.
In questo lavoro la band scozzese si cimenta con le restrizioni derivanti dall'aver a che fare con una colonna sonora, riuscendo però a piegare tali restrizioni a proprio favore. I Mogwai danno infatti alla luce un disco il quale, seppur privo di uno dei tratti salienti della loro musica, cioè di quegli episodi più distorti e violenti a cui sovente le loro canzoni approdano dopo lunghi climax, è tuttavia tra i più riusciti della loro discografia.
L'album propone undici tracce, costituite da episodi rarefatti e languidi e da crescendo strumentali che si concludono talvolta in picchi di volume e di intensità a cui si accompagna una rigorosa pulizia del suono, saturo ma mai distorto. Da notare anche la presenza di alcune melodie ricorrenti che, nel solco del genere colonna sonora, ritornano ciascuna in più episodi dell'album. Tali episodi si differenziano l'uno dall'altro per lievi ma sostanziali variazioni d'arrangiamento.

## Tracce
Tutti i brani sono dei Mogwai.
1. Black Spider – 5:02
2. Terrific Speech 2 – 4:06
3. Wake Up and Go Berserk – 4:45
4. Terrific Speech – 4:45
5. 7:25 – 5:11
6. Half Time – 6:49
7. I Do Have Weapons – 4:15
8. Time and a Half – 5:56
9. It Would Have Happened Anyway – 2:34
10. Black Spider 2 – 4:12